# Dimitri Nakov
Dimitri Nakov é um DJ de música trance da França.
Considerado pela revista especializada DJ Magazine, como o melhor dj trance psicodélico do mundo. em 2004, Dimitri não deixa ninguém parado quando assume as pickups. Um dos poucos DJs do mundo que se apresenta com 4 CDJs simultaneamente. Influenciado por variados estilos: house, techno e trance.